# Yannis N'Gakoutou
Yannis N'Gakoutou (Saint-Denis, Francia, 30 de septiembre de 1998) es un futbolista de Gabón nacido en Francia que juega en la posición de lateral derecho con el FC Balagne del Championnat National 2.

## Carrera

### Club
| Periodo   | Club            |
| --------- | --------------- |
| 2016-2020 | AS Monaco B     |
| 2020–2021 | GOAL FC         |
| 2021–2022 | Lyon La Duchère |
| 2022-2023 | FC 93 Bobigny   |
| 2023-     | FC Balagne      |

### Selección nacional
N'Gakoutou nació en Francia de padre centroafricano y madre gabonesa, y es hermano del también futbolista Quentin N'Gakoutou, que decidió representar a República Centroafricana. Decidió representar a Gabón, con la que hizo su debut el 4 de enero de 2022 en el empate 1–1 ante Mauritania en un partido amistoso. Fue convocado para jugar en la Copa Africana de Naciones 2021.